# Francisco I. Madero
Francisco Ignacio Madero González (pronúncia espanhola: [fɾanˈsisko iɣˈnasjo maˈðeɾo ɣonˈsales]; Parras de la Fuente, Coahuila, 30 de outubro de 1873 – Cidade do México, 22 de fevereiro de 1913) foi um revolucionário, escritor e estadista mexicano que serviu como 37.º presidente do México (33.º eleito) de 1911 até pouco antes de seu assassinato em 1913. Um rico proprietário de terras, ele tornou-se no entanto um defensor da justiça social e da democracia. Madero foi notável por desafiar o presidente de longa data Porfirio Díaz para a presidência em 1910 e por ter sido fundamental em desencadear a Revolução Mexicana.
Nascido em uma família extremamente rica no estado de Coahuila, no norte, Madero era um político incomum, que até ele se candidatar à presidência nas eleições de 1910, nunca ocupou um cargo. Inspirado por cartas que ele considerava ter recebido de espíritos através de sua mediunidade, Madero, para preocupação de sua família, decidiu mobilizar uma revolução política contra o Porfiriato, escrevendo seu livro de 1908 intitulado A Sucessão Presidencial de 1910, em que pediu aos eleitores que impedissem a sexta reeleição de Porfirio Díaz, o que Madero considerava antidemocrático. Sua visão lançaria as bases para um México democrático do século XX, mas sem polarizar as classes sociais. Para esse efeito, ele bancou o Partido Nacional Antirreeleicionista de oposição e instou os eleitores a expulsarem Díaz nas eleições de 1910. A candidatura de Madero contra Díaz conquistou amplo apoio no México. Ele possuía meios financeiros independentes, determinação ideológica e a coragem de se opor a Díaz quando era perigoso fazê-lo. Díaz prendeu Madero antes das eleições, que foram então vistas como fraudulentas. Madero escapou da prisão e emitiu o Plano de San Luis Potosí nos Estados Unidos. Pela primeira vez, ele pediu uma revolta armada contra Díaz, eleito ilegalmente, e delineou um programa de reforma. A fase armada da Revolução Mexicana data de seu plano. 
Revoltas em Morelos sob Emiliano Zapata e no norte por Pascual Orozco, Pancho Villa e outros e a incapacidade do Exército Federal de suprimi-los forçaram a renúncia de Díaz em 25 de maio de 1911, após a assinatura do Tratado de Ciudad Juárez; Madero era muito popular entre muitos setores, mas não assumiu a presidência. Um presidente interino foi instalado e as eleições foram agendadas para o outono de 1911. Madero foi eleito presidente em 15 de outubro de 1911 por quase 90% dos votos. Juramentado no cargo em 6 de novembro de 1911, tornou-se um dos mais jovens presidentes eleitos do México, com apenas 38 anos. 
O governo de Madero logo encontrou oposição tanto de revolucionários mais radicais quanto de conservadores. Ele não avançou rapidamente na reforma agrária, o que era uma demanda importante de muitos de seus apoiadores. Os ex-apoiadores Emiliano Zapata se declararam em rebelião contra Madero no Plano de Ayala, como Pascual Orozco fez em seu Plano Orozquista. Estes foram desafios significativos para a presidência de Madero. O operariado também ficou desiludido com suas políticas moderadas. Os empresários estrangeiros estavam preocupados com o fato de Madero não ter conseguido manter a estabilidade política que deixaria seus investimentos seguros. A Igreja Católica atacava sua fé no espiritismo, embora Madero a escondesse do público, a imprensa o ridicularizava e o embaixador americano no México considerava-o lunático. Governos estrangeiros preocuparam-se que um México desestabilizado ameaçaria a ordem internacional e os movimentos de sucessão governamental foram observados com diversos interesses, a favor e contra, com intervenções por embaixadores de diversos países, inclusive agentes secretos alemães.
Em fevereiro de 1913, ocorreu um golpe de estado na capital mexicana, liderada pelo general Victoriano Huerta, secretário da Guerra e Marinha e comandante militar na cidade, apoiado pelo embaixador estadunidense no México. Madero foi preso e pouco tempo depois assassinado junto com seu vice-presidente, José María Pino Suárez, em 22 de fevereiro de 1913, após a série de eventos conhecidos como a Decena Trágica. Na morte, Madero se tornou uma força unificadora de elementos díspares no México, em oposição ao regime de Huerta. No norte, o governador de Coahuila Venustiano Carranza liderou o que se tornou o Exército Constitucionalista contra Huerta, enquanto Zapata continuou em sua rebelião sob o Plano de Ayala. Uma vez que Huerta foi demitido em julho de 1914, a coalizão de oposição mantida unida pela memória de Madero se dissolveu e o México entrou em uma nova etapa da guerra civil. 

## Primeiros anos (1873–1903)

### Histórico familiar
Madero nasceu numa família abastada de origem portuguesa em 30 de outubro de 1873, na hacienda de El Rosario, em Parras de la Fuente, Coahuila, o primeiro filho de Francisco Ignacio Madero Hernández e Mercedes González Treviño e primeiro neto do patriarca da família, Evaristo Madero, governador de Coahuila. Ele era débil em saúde quando criança e pequeno em estatura quando adulto. Ao longo dos anos muito se tem especulado sobre qual o significado de "I.", segundo nome de Madero. Acredita-se amplamente que a inicial do meio de Madero, I., significava Indalecio, mas de acordo com sua certidão de nascimento, representava Ignacio. Além disso, na certidão de nascimento, Ignacio foi escrito com a grafia arcaica de Ygnacio. É possível que originalmente sendo Ignacio, ao assumir determinadas posições políticas e religiosas, para que não fosse relacionado com os jesuítas (note-se que fez os estudos primários num colégio jesuíta), tivesse mudado o seu segundo nome para Indalecio.
Sua família foi descrita como uma das cinco famílias mais ricas do México. Seu avô, Evaristo Madero, iniciou como fundador de um negócio regional de carretagem, mas aproveitou as oportunidades econômicas e transportou algodão dos estados confederados para os portos mexicanos durante a Guerra Civil do EUA (1861 a 1865). Tendo construído uma fortuna diversificada, mas antes de seu verdadeiro sucesso, Evaristo se casou com Rafaela Hernández Lombraña, meia-irmã do poderoso mineiro e banqueiro Antonio V. Hernández. Juntamente com o cunhado e outras relações de sua nova família política, ele fundou a Companhia Industrial de Parras, inicialmente envolvida em vinhedos comerciais, algodão e têxteis, e mais tarde também em mineração, fábricas de algodão, pecuária, fazenda, bancos, carvão, borracha guaiúle e fundições na parte posterior do século XIX. Por muitos anos, a família prosperou durante o regime de Porfirio Díaz, e em 1910 a família era uma das mais ricas do México, detendo o valor de 30 milhões de pesos (US$ 15 milhões daqueles dias, e quase US$ 500 milhões em dinheiro de hoje). Grande parte dessa riqueza surgiu da diversificação das terras de Madero durante a década de 1890 para a produção de plantas laticíferas guayule.
Após a morte de sua primeira esposa, e tendo construído seu sucesso, Evaristo Madero se casou com Dona Manuela de Farías Benavides, membro de uma das famílias mais aristocráticas do norte do México, filha de Don Juan Francisco de Farías, prefeito de Laredo. Evaristo Madero também serviu como governador de Coahuila de 1880 a 1884, durante o interregno de quatro anos do governo de Porfirio Díaz. Depois, Evaristo ficou permanentemente afastado do cargo político quando Díaz retornou à presidência em 1884 e serviu até 1911. Os dois casamentos de Evaristo Madero foram frutíferos, com um total de 18 filhos, 14 dos quais sobreviveriam até a idade adulta e cujos descendentes compõem algumas das famílias mais influentes do México até hoje. Assim, o jovem Francisco era membro de um enorme e poderoso clã do norte do México, com foco em interesses comerciais e não políticos.

### Educação

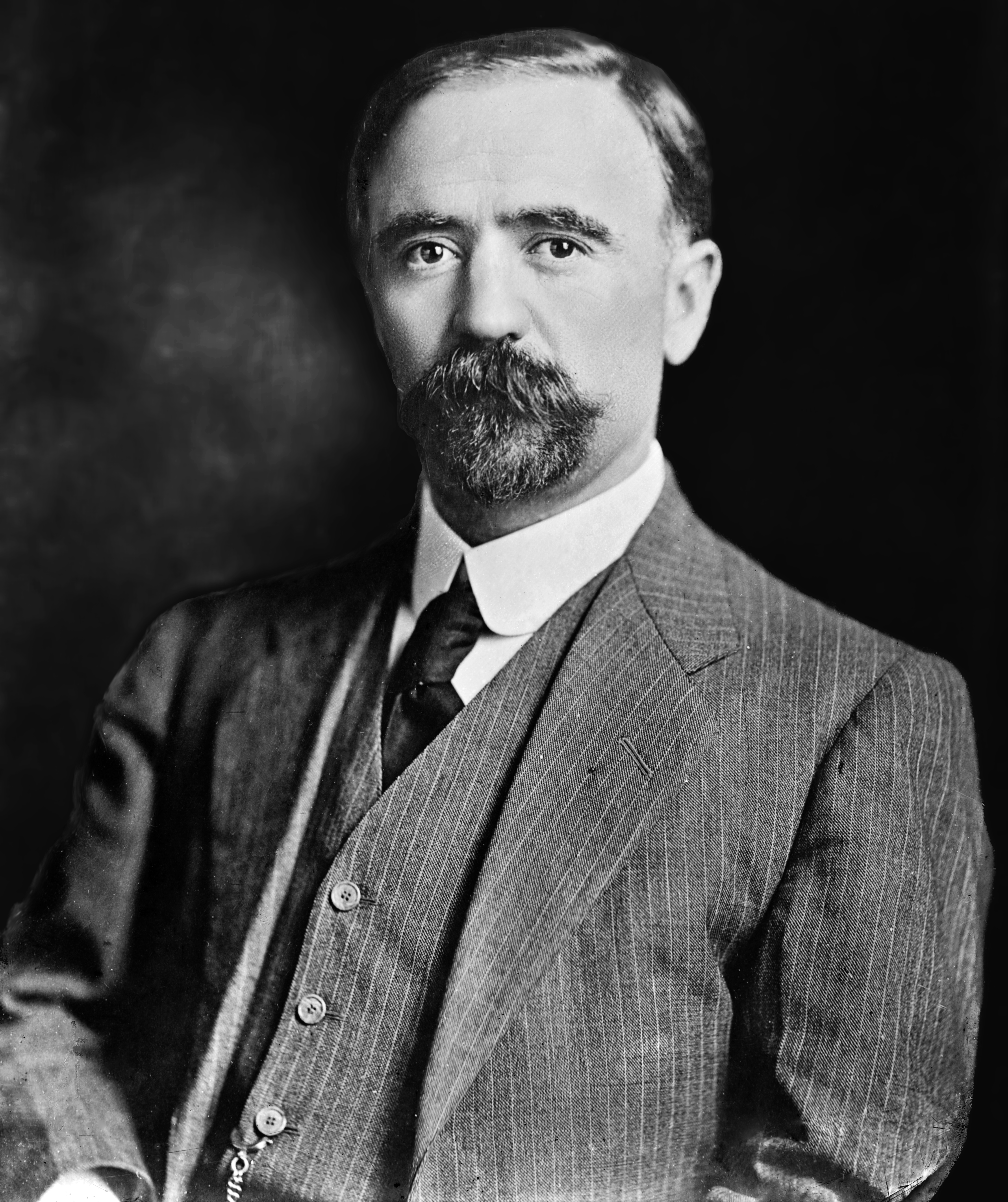
Francisco I. Madero

Francisco e seu irmão Gustavo A. Madero estudaram no colégio jesuíta em Saltillo, mas sua educação católica teve pouco impacto duradouro. Quando jovem, seu pai o enviou para realizar estudos preparatórios na Culver Academies, nos Estados Unidos, e mais tarde no Lycée Hoche, em Versalhes, França, onde concluiu o programa de classe préparatoire aux grandes écoles. Logo depois, ele foi admitido a estudar administração na prestigiada École des Hautes Études Commerciales de Paris (HEC).
 

A assinatura de seu pai à revista Revue Spirite despertou no jovem Madero um interesse no Espiritismo. Durante seu período em Paris, Madero fez uma peregrinação ao túmulo de Allan Kardec, o fundador do Espiritismo, e tornou-se um defensor apaixonado da crença, logo passando a acreditar que ele próprio era um médium. 
"Não li os livros de [Kardec]; Eu os devorei, pois suas doutrinas eram tão racionais, tão bonitas, tão novas que me seduziram e desde que me considero espírita." 
Em seguida à escola de administração, Madero viajou para a Universidade da Califórnia, Berkeley, para estudar técnicas agrícolas e melhorar seu inglês. Durante seu tempo lá, ele também foi influenciado pelas ideias teosofistas de Annie Besant, que eram proeminentes na Universidade de Stanford próxima.

### Retorno ao México

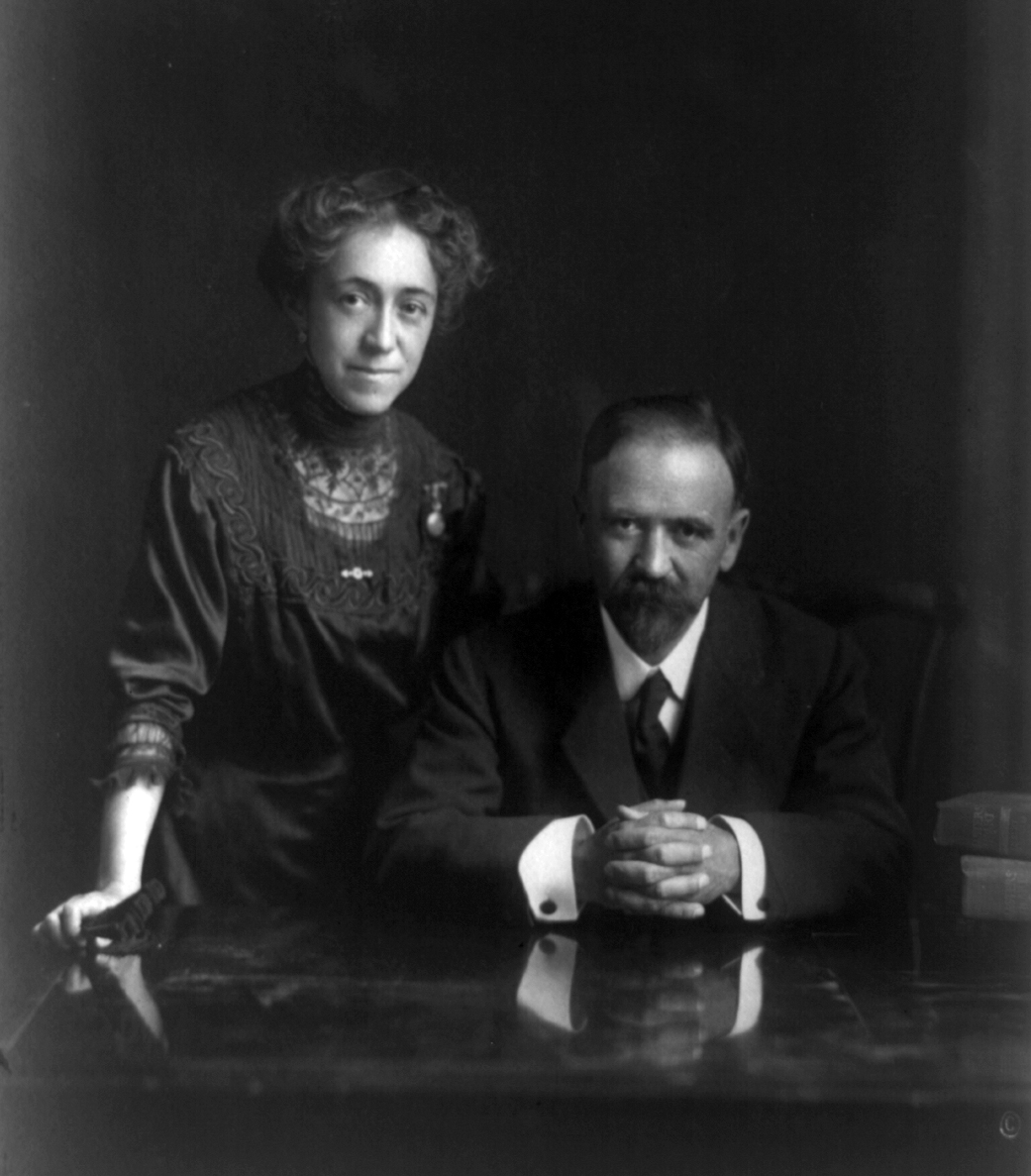
Francisco I. Madero com sua esposa, Sara Pérez

Em 1893, Madero, de 20 anos, voltou ao México e assumiu a administração da fazenda da família Madero em San Pedro, Coahuila. Bem viajado e bem educado, ele estava agora com uma saúde robusta. Provando ser um membro iluminado e progressivo do complexo comercial Madero, Francisco instalou nova irrigação, introduziu o algodão americano e máquinas de algodão e construiu uma fábrica de sabão e também uma fábrica de gelo. Ele embarcou em um compromisso ao longo da vida com a filantropia. Seus funcionários eram bem remunerados e recebiam exames médicos regulares; ele construiu escolas, hospitais e cozinhas comunitárias; junto com sua esposa, ele pagou para amparar órfãos e conceder bolsas de estudo e operou uma cozinha para distribuição de sopa. Ele também aprendeu por si próprio a homeopatia e ofereceu tratamentos médicos a seus funcionários. Francisco ficou cada vez mais envolvido com o espiritismo e, em 1901, estava convencido de que o espírito de seu irmão Raúl, morto aos 4 anos de idade, estava se comunicando com ele, instando-o a fazer trabalhos de caridade e a praticar a autodisciplina e a auto-abnegação. Madero tornou-se vegetariano e parou de beber álcool e fumar.
Já bem conectado a uma família rica e agora bem educado nos negócios, ele havia construído uma fortuna pessoal de mais de 500 mil pesos em 1899. A família foi organizada segundo princípios patriarcais, de modo que, embora o jovem Francisco fosse rico por si só, seu pai e, especialmente, seu avô Evaristo o viam como alguém que deveria estar sob a autoridade de seus anciãos. Como o irmão mais velho, Francisco exerceu autoridade sobre seus irmãos e irmãs mais novos. Em janeiro de 1903, casou-se com Sara Pérez, primeiro em uma cerimônia civil e depois em uma missa nupcial católica celebrada pelo arcebispo.
Ideologicamente desde jovem foi inspirado por sua crença e vocação espiritual, que refletiu em sua atividade política. Desde 1900, havia organizado o Centro de Estudos Psicológicos de San Pedro em Coahuila, onde realizou com amigos sessões de comunicação espírita em 1901, além de experimentos elétricos e fotográficos. Foi delegado do Primeiro e Segundo Congresso Espírita, de 1906 e 1908, na Cidade do México. Ele chegou a trocar correspondência com Léon Denis, notificando-lhe que, junto de seu pai, financiou a tradução ao espanhol de seu livro Depois da Morte por Ignacio Mariscal, sob a assinatura "Elisa", publicando 2 mil exemplares. Chegou a escrever em meio à sua atuação política o Manual Espírita, publicado em 1911 com o pseudônimo Bhima, custeando a distribuição e visando a emancipar moralmente e religiosamente a população. Além de sua personalidade ter atraído apoiadores espíritas, o ocultista Arnold Krumm-Heller tornou-se seu amigo e médico pessoal, fornecendo-lhe livros esotéricos e interferido em eventos da Revolução Mexicana sua atuação de espionagem, junto de Frank A. Sommerfeld, que também era espião do serviço secreto alemão e apoiava Madero. De 1911 até seu assassinato em 1913, Madero publicou diversos comentários sobre o Bhagavad Gita na revista espírita Helios.
As decisões e ações mais importantes da curta vida de Madero, primeiro como fazendeiro, logo como candidato e mais tarde como presidente da República, estiveram precedidas sempre por alguma comunicação espírita. A historiadora Yolia Tortorelo afirma em El espiritismo seduce a Madero:
Francisco I. Madero fortaleceu sua liderança política com argumentos espíritas. Conscientemente disse ser capaz de ajudar outros espíritos menos adiantados a se purificarem e se aperfeiçoarem, mas para consegui-lo, juntos teriam que lutar por uma mudança democrática que seria benéfica para a pátria. Esta demanda de ordem moral, em parte permitiu-lhe ganhar o apoio de mais cidadãos que aderiram à sua luta política. Por outro lado, ao sentir-se depositário de certa superioridade espiritual, Madero assumiu um fundo sentido de responsabilidade ética que o levou a justificar  por que ele tomaria as rédeas de um movimento antirreeleicionista e revolucionário no país, mas também o fez sentir-se capaz de canalizar os defeitos, as paixões, os vícios, a ignorância do povo, das massas, do operário, dos pobres.
Segundo Alejandro Rosas Roble:
O espiritismo de Francisco I. Madeiro não deve - nem deveria - ser visto como uma charlatanice ou uma excentricidade. Foi uma crença que marcou o rumo de todos os atos de sua vida pública e privada. Sua fé na democracia, a defesa da liberdade e seu respeito pela dignidade humana abrevavam igualmente das águas de seu espiritismo. 

## Carreira política

### Introdução à política (1903–1908)

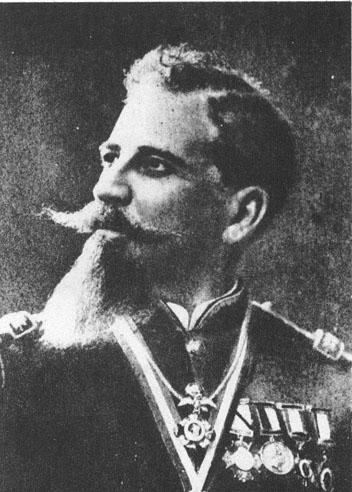
Bernardo Reyes (1850–1913)

Em 2 de abril de 1903, Bernardo Reyes, governador de Nuevo León, esmagou violentamente uma manifestação política, um exemplo das políticas cada vez mais autoritárias do presidente Porfirio Díaz. Madero ficou profundamente comovido e, acreditando estar recebendo conselhos do espírito de seu falecido irmão Raúl, decidiu agir. O espírito de Raúl lhe disse: "aspira a fazer o bem aos seus concidadãos … trabalhando por um ideal elevado que elevará o nível moral da sociedade, que conseguirá libertá-la da opressão, escravidão e fanatismo". Madero fundou o Clube Democrático Benito Juárez e concorreu à prefeitura em 1904, embora tenha perdido a eleição por pouco. Além de suas atividades políticas, Madero continuou seu interesse pelo espiritualismo, publicando vários artigos sob o pseudônimo de Arjuna (um príncipe do Mahabharata).
Em 1905, Madero tornou-se cada vez mais envolvido na oposição ao governo de Díaz. Ele organizou clubes políticos e fundou um jornal político (El Demócrata) e um periódico satírico (El Mosco, "O Mosco"). O candidato preferido de Madero, Frumencio Fuentes, foi derrotado por Porfirio Díaz nas eleições governamentais de Coahuila em 1905. Díaz pensou em prender Madero, mas Bernardo Reyes sugeriu que o pai de Francisco fosse solicitado a controlar seu filho cada vez mais político.

### Líder do movimento anti-reeleição (1908–1909)

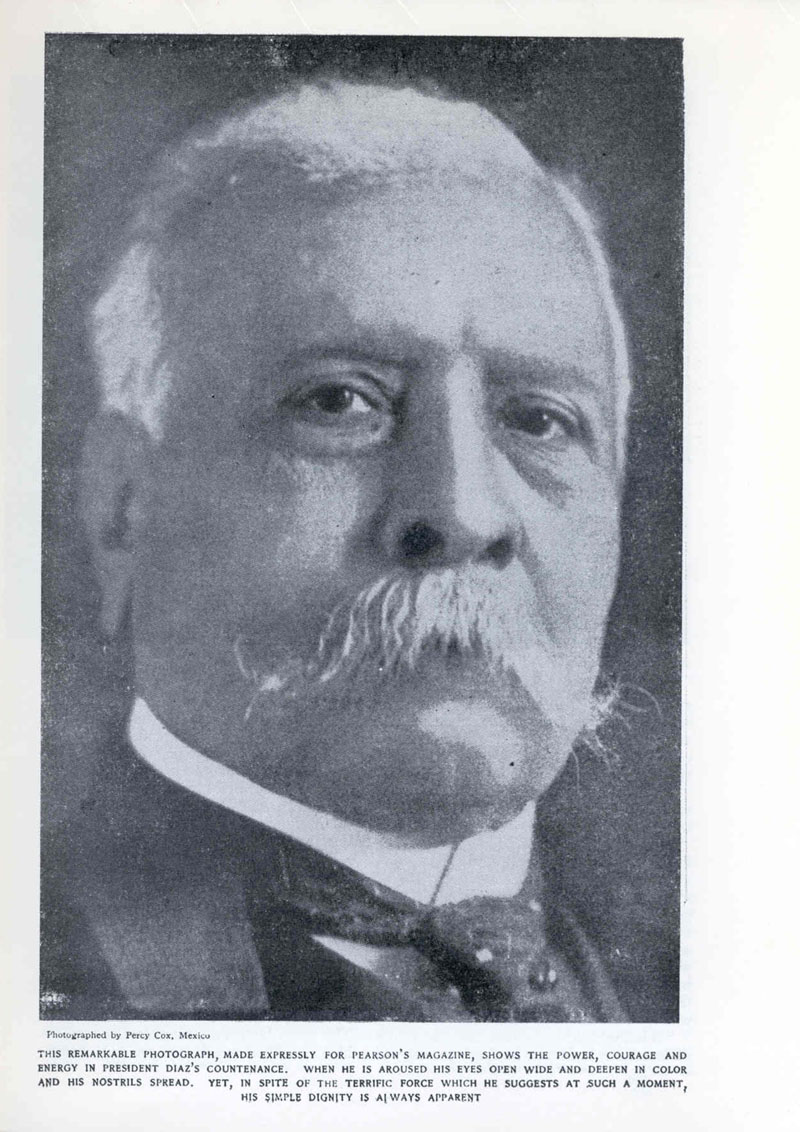
Foto de Porfirio Díaz (1830–1915) que acompanhou a entrevista de Creelman na Pearson's Magazine (1908)

Em uma entrevista ao jornalista James Creelman, publicada na edição de 17 de fevereiro de 1908 da Pearson's Magazine, o Presidente Díaz disse que o México estava pronto para uma democracia e que a eleição presidencial de 1910 seria uma eleição livre.
Madero passou a maior parte de 1908 escrevendo um livro, que ele acreditava estar sob a direção de espíritos, agora incluindo o do próprio Benito Juárez. Este livro, publicado em janeiro de 1909, foi intitulado La sucesión presidencial en 1910. O livro rapidamente se tornou um best-seller no México. O livro proclamava que a concentração de poder absoluto nas mãos de um homem – Porfirio Díaz – havia tanto tempo deixara o México doente. Madero apontou a ironia de que em 1871, o slogan político de Porfirio Díaz havia sido "Não Reeleição". Madero reconheceu que Porfirio Díaz havia trazido paz e uma medida de crescimento econômico ao México. No entanto, Madero argumentou que isso era contrabalançado pela dramática perda de liberdade, incluindo o tratamento brutal do povo yaqui, a repressão dos trabalhadores em Cananea, concessões excessivas aos Estados Unidos e uma centralização doentia da política em torno da pessoa do presidente. Madero pediu um retorno da Constituição de 1857 Liberal. Para conseguir isso, Madero propôs a organização de um Partido Democrata sob o slogan Sufragio eficaz, no reelección. Porfirio Díaz poderia ou concorrer a uma eleição livre ou se aposentar.
A publicação do livro e seu ímpeto inusitado em iniciar uma revolução política se baseou na inspiração de mensagens alegadamente mediúnicas psicografadas por Madero no período, escritas como cartas assinadas pelos espíritos Benito Juárez e, alguns historiadores supõem pela inicial, José María Morelos, que o instaram a escrevê-lo para abalar Porfirio e definir novo rumo às eleições de 1910. O biógrafo de Madero Enrique Krauze afirmou: "A política não desloca o espiritismo, nasce dele". O escritor José Rosales chegou a escrever: "O maravilhoso é que muitas das disposições que Madero pôs em prática foram recebidas do além. A Revolução nasceu nas estrelas, mas se tornaria realidade no chão abaixo". A jornalista literária e pesquisadora C. M. Mayo: "Não é preciso ser espírita para defender a liberdade e a democracia, mas para Madero, o Apóstolo da Democracia do México, a metafísica e a política eram inseparáveis".

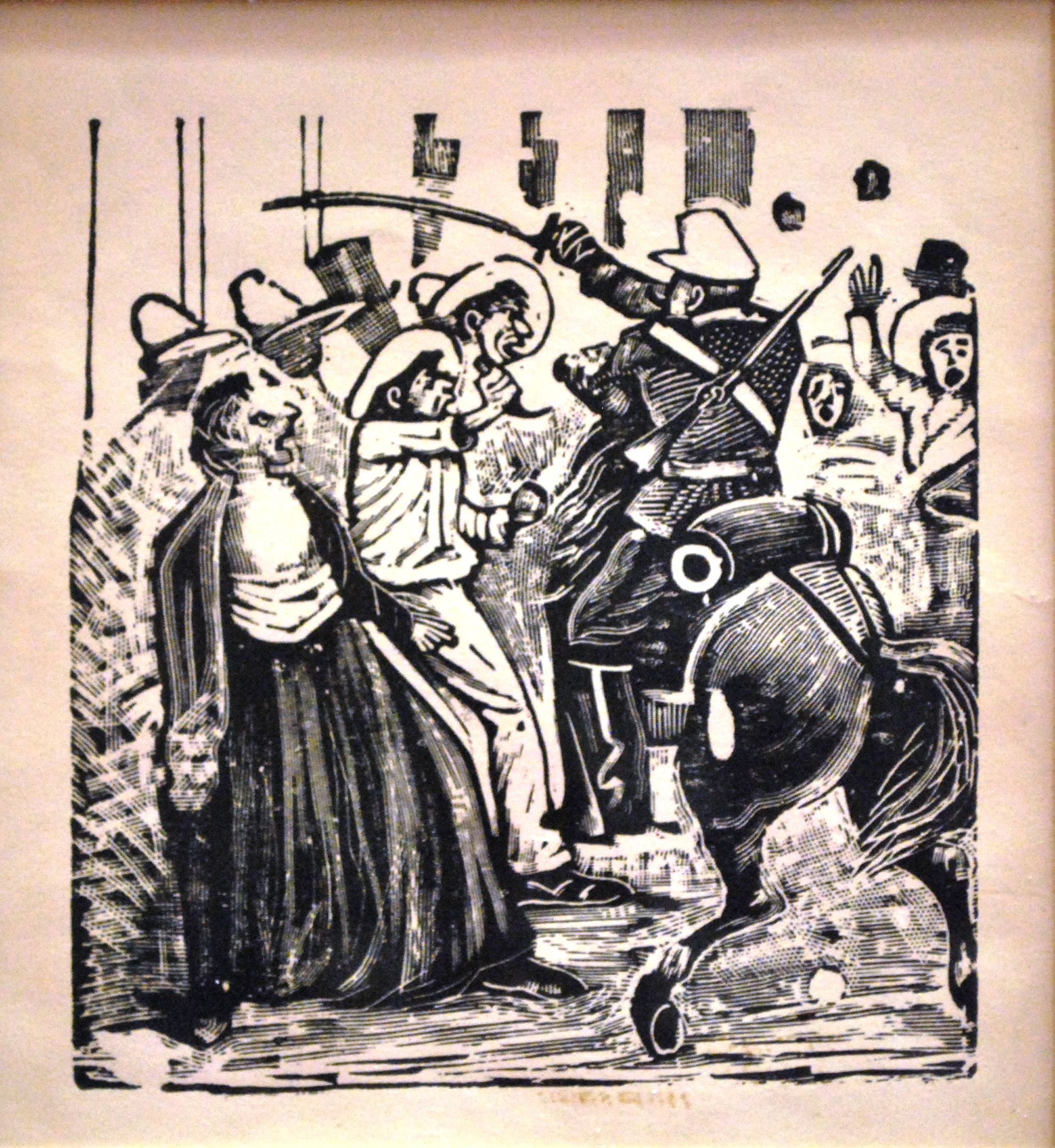
"Manifestación antireeleccionista", de José Guadalupe Posada

O livro de Madero foi bem recebido e amplamente lido. Muitas pessoas começaram a chamar Madero de o Apóstolo da Democracia. Madero vendeu grande parte de sua propriedade – muitas vezes com perdas consideráveis – para financiar atividades anti-reeleições em todo o México. Ele fundou o Centro Antirreeleição na Cidade do México em maio de 1909, e logo depois apoiou o periódico El Antirreeleccionista, dirigido pelo jovem advogado/filósofo José Vasconcelos e outro intelectual, Luis Cabrera Lobato. Em Puebla, Aquiles Serdán, de uma família politicamente comprometida, entrou em contato com Madero e, como resultado, formou um Clube Antirreeleicionista para se organizar para as eleições de 1910, particularmente entre as classes trabalhadoras. Madero viajou pelo México dando discursos antirreeleicionistas e, aonde quer que fosse, era recebido por milhares de pessoas. Sua candidatura custou-lhe financeiramente, já que ele vendeu grande parte de sua propriedade com prejuízo para apoiar sua campanha.
O pai de Madero a principio foi relutante em aprovar as atividades políticas de seu filho, endividado em seus negócios e devido às relações que o patriarca conservador da família, Don Evaristo, tinha com o sistema de benefícios do governo de Porfírio. Somente concedeu-lhe apoio após o pedido de seu filho em carta:
"Embora você possa ser um espírita convencido, nunca o estudou mais profundamente para descobrir as leis misteriosas que ela nos revela, ou que podemos descobrir através dela. Então: é bom que você saiba que entre os espíritos que povoam espaço existe um grupo que se preocupa intensamente com a evolução da humanidade, por seu progresso, e toda vez que há um evento importante em qualquer parte da palavra, um grande número deles encarna para trazer a humanidade adiante, para salvar isso ou que as pessoas do jugo ou tirania, do fanatismo, e lhes dar liberdade, que é o meio mais poderoso pelo qual as pessoas podem progredir. 

Agora o México está ameaçado por um grande perigo, pois se deixarmos as coisas como estão, poder absoluto se perpetuará em nosso país; a corrupção se tornará ainda maior e, em vez de nosso país ser capaz de cumprir os desígnios da providência, servindo de mãe a gerações de homens virtuosos, terá que sucumbir, vítima da fraqueza e corrupção de seus filhos. Essa é a ideia que meu livro demonstra com argumentos irrefutáveis. (...) Querido papacito: faça-me o favor de dirigir-se a Deus que está no céu e evoque a ajuda de sua mãe Rafaelita, para que você possa receber iluminação, para compreender a coisa terrível que fará para não me permitir a liberdade de cumprir minha missão que a providência tem. me dê ... Considere sua decisão com muito cuidado: não importa o que aconteça, eu me lançarei na luta, pois compromissos anteriores a tornam inevitável."

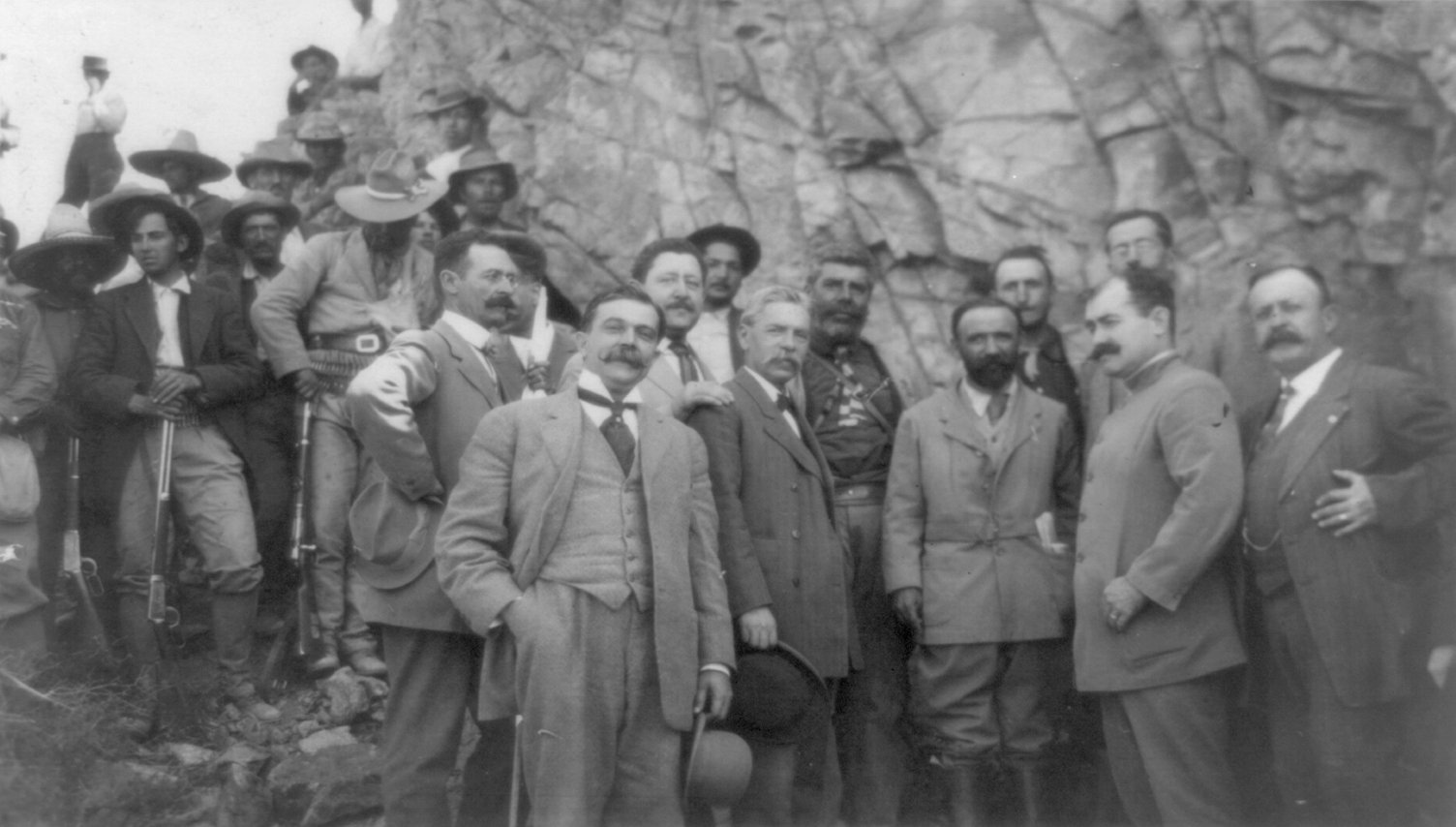
Francisco I Madero e líderes

Apesar dos ataques de Madero e de suas declarações anteriores, Díaz concorreu à reeleição. Em uma demonstração de apoio dos EUA, Díaz e William Howard Taft planejaram uma cúpula em El Paso, no Texas, e Ciudad Juárez, Chihuahua, para 16 de outubro de 1909, uma histórica primeira reunião entre um presidente mexicano e um americano e também a primeira vez que um presidente dos EUA atravessaria a fronteira para o México. Na reunião, Díaz disse a John Hays Hammond: "Como sou responsável por trazer vários bilhões de dólares em investimentos estrangeiros para o meu país, acho que devo continuar na minha posição até que um sucessor competente seja encontrado". A cúpula foi um grande sucesso para Díaz, mas poderia ter sido uma grande tragédia. No dia da cúpula, Frederick Russell Burnham, o famoso explorador, e o soldado C. R. Moore, um Texas Ranger, descobriram um homem segurando uma pistola de palma escondida ao longo da rota da procissão e desarmaram o assassino a poucos metros de Díaz e Taft.
O regime porfiriano reagiu a Madero, pressionando os interesses bancários da família Madero, e em determinado momento chegou a emitir um mandado para a prisão de Madero com a alegação de "transação ilegal de borracha". Madero não foi preso, aparentemente, devido em parte à intervenção do ministro das Finanças de Díaz, José Yves Limantour, um amigo da família Madero. Em abril de 1910, o Partido Antirreeleicionista se reuniu e selecionou Madero como seu candidato a Presidente do México.
Durante a convenção, uma reunião entre Madero e Díaz foi organizada pelo governador de Veracruz, Teodoro Dehesa, e ocorreu na residência de Díaz em 16 de abril de 1910. Somente o candidato e o presidente estavam presentes na reunião, portanto, o único relato é de Madero em correspondência. Uma solução política e um compromisso poderiam ter sido possíveis, com Madero retirando sua candidatura. Tornou-se claro para Madero que Díaz era um velho decrépito, fora de contato político e inconsciente da extensão da oposição política formal. A reunião foi importante para fortalecer a decisão de Madero de que o compromisso político não era possível e ele disse que "Porfirio não é um chefe imponente. No entanto, será necessário iniciar uma revolução para derrubá-lo. Mas quem irá esmagá-la depois?". Madero estava preocupado com o fato de Porfirio Díaz não renunciar voluntariamente ao cargo, alertou seus partidários da possibilidade de fraude eleitoral e proclamou que "a força será enfrentada pela força!".

### Campanha, prisão, fuga (1910)

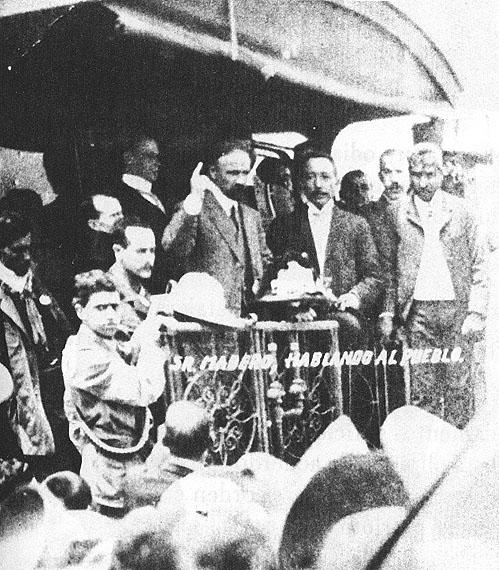
Francisco I. Madero faz campanha na traseira de um vagão em 1910

Madero fez campanha em todo o país em uma mensagem de reforma e se reuniu com vários apoiadores. Ressentido com a "invasão pacífica" dos Estados Unidos, "que chegou a controlar 90% dos recursos minerais do México, sua ferrovia nacional, sua indústria petrolífera e, cada vez mais, suas terras", os pobres e a classe média do México mostraram esmagadoramente seu apoio a Madero. Receoso de uma dramática mudança de direção, em 6 de junho de 1910, o regime porfiriano prendeu Madero em Monterrey e o mandou para uma prisão em San Luis Potosí . Aproximadamente 5 000 outros membros do movimento Antirreeleicionista também foram presos. Francisco Vázquez Gómez assumiu a indicação, mas durante o período de prisão de Madero, em 21 de junho de 1910, foi realizada uma eleição fraudulenta que deu a Díaz uma margem incrivelmente grande de vitória.
O pai de Madero usou sua influência com o governador do estado e pagou fiança para dar a Madero o direito de circular pela cidade a cavalo durante o dia. Em 4 de outubro de 1910, Madero galopou para longe de seus guardas e refugiou-se com simpatizantes em uma vila próxima. Três dias depois, ele passou clandestinamente pela fronteira dos EUA, escondido em um vagão de bagagem por trabalhadores ferroviários simpáticos.

### Plano de San Luis Potosí e rebelião

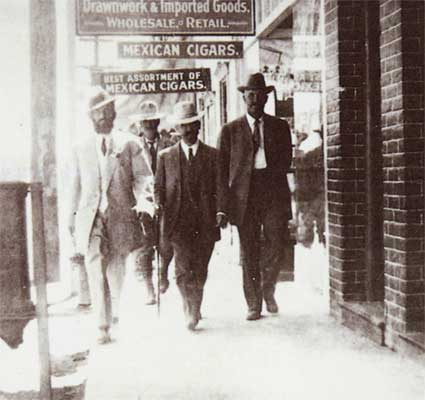
Madero (centro) em San Antonio, Texas, enquanto no exílio

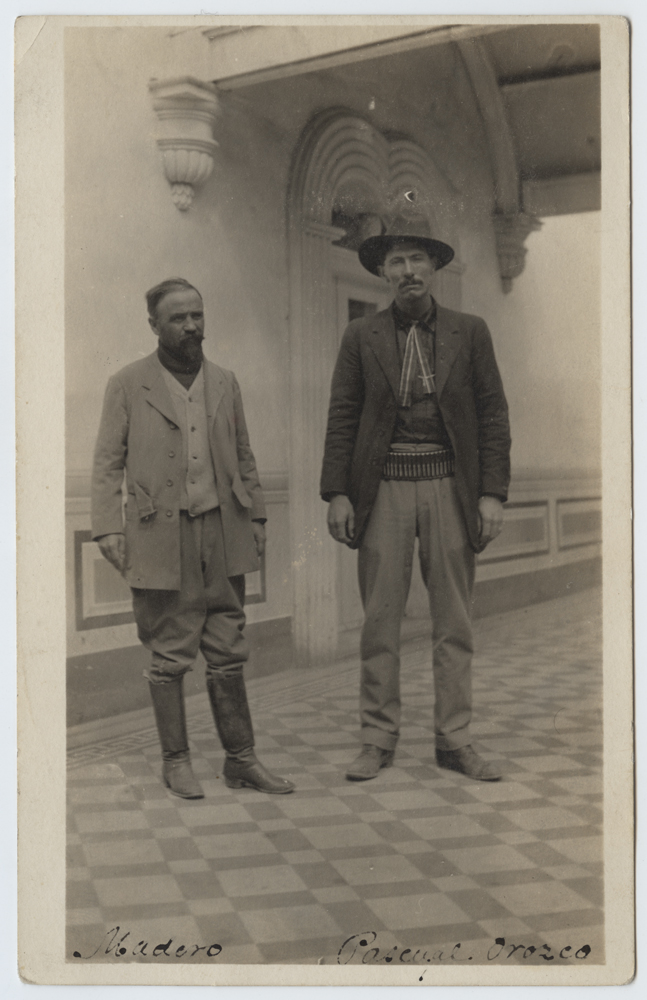
Madero e o revolucionário norte Pascual Orozco, que mais tarde lideraram uma rebelião contra ele

Madero instalou-se em San Antonio, Texas, e rapidamente emitiu seu Plano de San Luis Potosí, que havia sido escrito durante seu tempo na prisão, em parte com a ajuda de Ramón López Velarde. O plano proclamava nulas e sem efeito as eleições de 1910 e pedia o início de uma revolução armada às 6h em 20 de novembro de 1910, contra a "presidência ilegítima/ditadura de Díaz". Nesse momento, Madero se declarou presidente provisório do México e pediu uma recusa geral em reconhecer o governo central, restituição de terras para vilarejos e comunidades indígenas e liberdade para presos políticos. As políticas de Madero o pintaram como líder de cada uma das diferentes castas da sociedade mexicana da época. Ele era um membro da classe alta; a classe média viu que ele buscava entrar em processos políticos; a classe baixa viu que ele prometia políticas mais justas e um sistema econômico mais substancial e equitativo.
A família aproveitou seus recursos financeiros para viabilizar a mudança de regime, com o irmão de Madero, Gustavo A. Madero, contratando o escritório de advocacia Sherburne Hopkins, o "melhor armador de revoluções latino-americanas do mundo" para fomentar apoio nos EUA. A estratégia de desacreditar Díaz com os negócios e o governo dos EUA obteve algum sucesso, com a Standard Oil conversando com Gustavo Madero, mas, mais importante, o governo dos EUA "aprovou leis de neutralidade para os revolucionários". O Senado dos EUA realizou audiências em 1913 sobre se os EUA tinham algum papel no fomento da revolução no México, Hopkins deu testemunho de que "ele não acreditava que isso custasse aos próprios Maderos mais de US$ 400 mil em ouro", com o custo agregado sendo US$ 1,5 milhão.
Em 20 de novembro de 1910, Madero chegou à fronteira e planejava se reunir com 400 homens levantados por seu tio Catarino para lançar um ataque a Ciudad Porfirio Díaz (atual Piedras Negras, Coahuila). No entanto, seu tio chegou atrasado e trouxe apenas dez homens. Madero decidiu adiar a revolução. Em vez disso, ele e seu irmão Raúl (que recebeu o mesmo nome que seu falecido irmão) viajaram incógnitos para Nova Orleans, Louisiana. 
Em 14 de fevereiro de 1911, Madero atravessou a fronteira do Texas para o estado de Chihuahua e, em 6 de março de 1911, liderou 130 homens em um ataque a Casas Grandes, Chihuahua. Madero foi ferido nos combates, mas foi salvo por seu guarda-costas pessoal e pelo general revolucionário Máximo Castillo. Ele passou os meses seguintes como chefe da Revolução Mexicana. Madero importou com sucesso armas dos Estados Unidos, com o governo americano sob William Howard Taft fazendo pouco para interromper o fluxo de armas para os revolucionários mexicanos. Em abril, a Revolução se espalhou por dezoito estados, incluindo Morelos, onde o líder era Emiliano Zapata. 
Em 1 de abril de 1911, Porfirio Díaz afirmou ter ouvido a voz do povo do México, substituído seu gabinete e concordado em restituir as terras dos despossuídos. Madero não acreditou nessa declaração e exigiu a renúncia do presidente Díaz e do vice-presidente Ramón Corral. Madero, em seguida, participou de uma reunião com os outros líderes revolucionários – eles concordaram com um plano de catorze pontos que exigia pagamento para soldados revolucionários; a libertação de presos políticos; e o direito dos revolucionários de nomear vários membros do gabinete. Madero foi moderado, no entanto. Ele acreditava que os revolucionários deveriam proceder com cautela, a fim de minimizar o derramamento de sangue e, se possível, estabelecer um acordo com Díaz. No início de maio, Madero queria estender o cessar-fogo, mas seus colegas revolucionários Pascual Orozco e Francisco Villa discordaram e seguiram em frente sem ordens no dia 8 de maio para atacar Ciudad Juárez, que se rendeu após dois dias de sangrentos combates. Os revolucionários venceram esta batalha decisivamente, deixando claro que Díaz não podia mais reter o poder. Em 21 de maio de 1911, o Tratado de Ciudad Juárez foi assinado. 
Nos termos do Tratado de Ciudad Juárez, Díaz e Corral concordaram em renunciar até o final de maio de 1911, com o ministro de Relações Exteriores de Díaz, Francisco León de la Barra, tornando-se presidente interino apenas com o objetivo de convocar eleições gerais. 
A primeira fase da Revolução Mexicana terminou assim com Díaz partindo para o exílio na Europa no final de maio de 1911, escoltado ao exílio pelo general Victoriano Huerta. Em 7 de junho de 1911, Madero entrou na Cidade do México em triunfo, onde foi recebido com grandes multidões gritando "¡Viva Madero!" 

### Presidência Interina de De la Barra (maio a novembro de 1911)

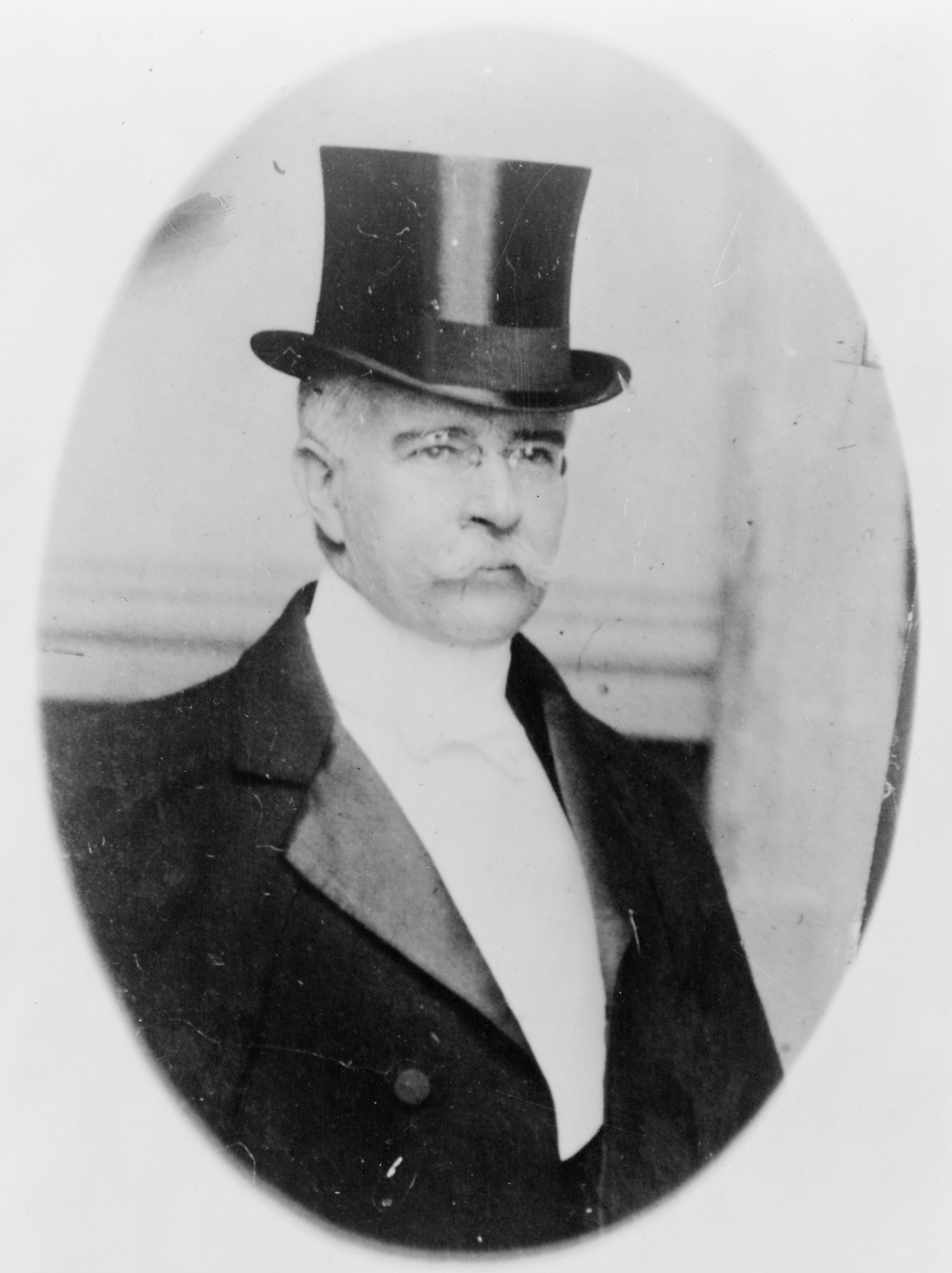
Francisco León de la Barra (1863-1939), cuja presidência interina em 1911 deu tempo aos inimigos de Madero para se organizarem.

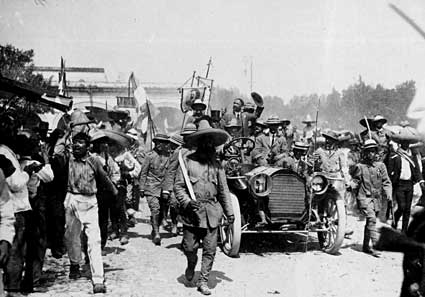
Francisco I. Madero fazendo campanha em Cuernavaca, junho de 1911, e conhecendo Emiliano Zapata. Zapata se rebelou em 1911, devido à lentidão do presidente Madero em implementar a reforma agrária.

Embora Madero e seus partidários tenham forçado Porfirio Díaz do poder, ele não assumiu a presidência em junho de 1911. Em vez disso, seguindo os termos do Tratado de Ciudad Juárez, ele era candidato à presidência e não exercia papel formal na Presidência Interina de Francisco León de la Barra, diplomata e advogado. Deixado no lugar estava o Congresso do México, cheio de candidatos escolhidos por Díaz para a eleição de 1910. Ao fazer isso, Madero cumpriu seu compromisso ideológico com a democracia constitucional, mas com os membros do regime Díaz ainda no poder, foram-lhe causadas dificuldades a curto e longo prazo. O embaixador alemão no México, Paul von Hintze, que se associou ao presidente interino, disse que "De la Barra quer se acomodar com dignidade ao avanço inevitável da influência ex-revolucionária, enquanto acelera o colapso generalizado do partido de Madero"…. Madero procurou ser um democrata moderado e seguir o curso delineado em tratado que provocou o exílio de Díaz, mas, ao pedir o desarmamento e a desmobilização de sua base revolucionária, ele minou seu apoio. O exército federal mexicano, derrotado pelos revolucionários, continuaria como força armada do estado mexicano. Madero argumentou que os revolucionários deveriam proceder de agora em diante somente por meios pacíficos. No sul, o líder revolucionário Emiliano Zapata estava cético em relação à dissolução de suas tropas, especialmente porque o Exército Federal da era Díaz permaneceu essencialmente intacto. No entanto, Madero viajou para o sul para se encontrar com Zapata em Cuernavaca e Cuautla, Morelos. Madero garantiu a Zapata que a redistribuição de terras prometida no Plano de San Luis Potosí seria realizada quando Madero se tornasse presidente. 
Com Madero agora fazendo campanha pela presidência, que ele esperava ganhar, vários proprietários de terras do estado de Morelos de Zapata aproveitaram o fato de ele não ser chefe de estado e apelaram ao presidente De la Barra e ao Congresso para restaurar suas terras que haviam sido confiscadas por revolucionários zapatistas. Eles espalharam histórias exageradas de atrocidades cometidas pelos irregulares de Zapata, chamando Zapata de "Átila do Sul". De la Barra e o Congresso, portanto, decidiram enviar tropas regulares sob Victoriano Huerta para suprimir os revolucionários de Zapata. Madero mais uma vez viajou para o sul para pedir a Zapata que dissolvesse seus apoiadores pacificamente, mas Zapata recusou, alegando que as tropas de Huerta estavam avançando em Yautepec. As suspeitas de Zapata se mostraram precisas quando os soldados federais de Huerta entraram violentamente em Yautepec. Madero escreveu para De la Barra, dizendo que as ações de Huerta eram injustificadas e recomendando que as demandas de Zapata fossem atendidas. No entanto, quando ele deixou o sul, não havia conseguido nada. No entanto, ele prometeu aos zapatistas que, uma vez que ele se tornasse presidente, as coisas mudariam. A maioria dos zapatistas suspeitava de Madero, no entanto. 

### Presidência Madero (novembro de 1911 – fevereiro de 1913)

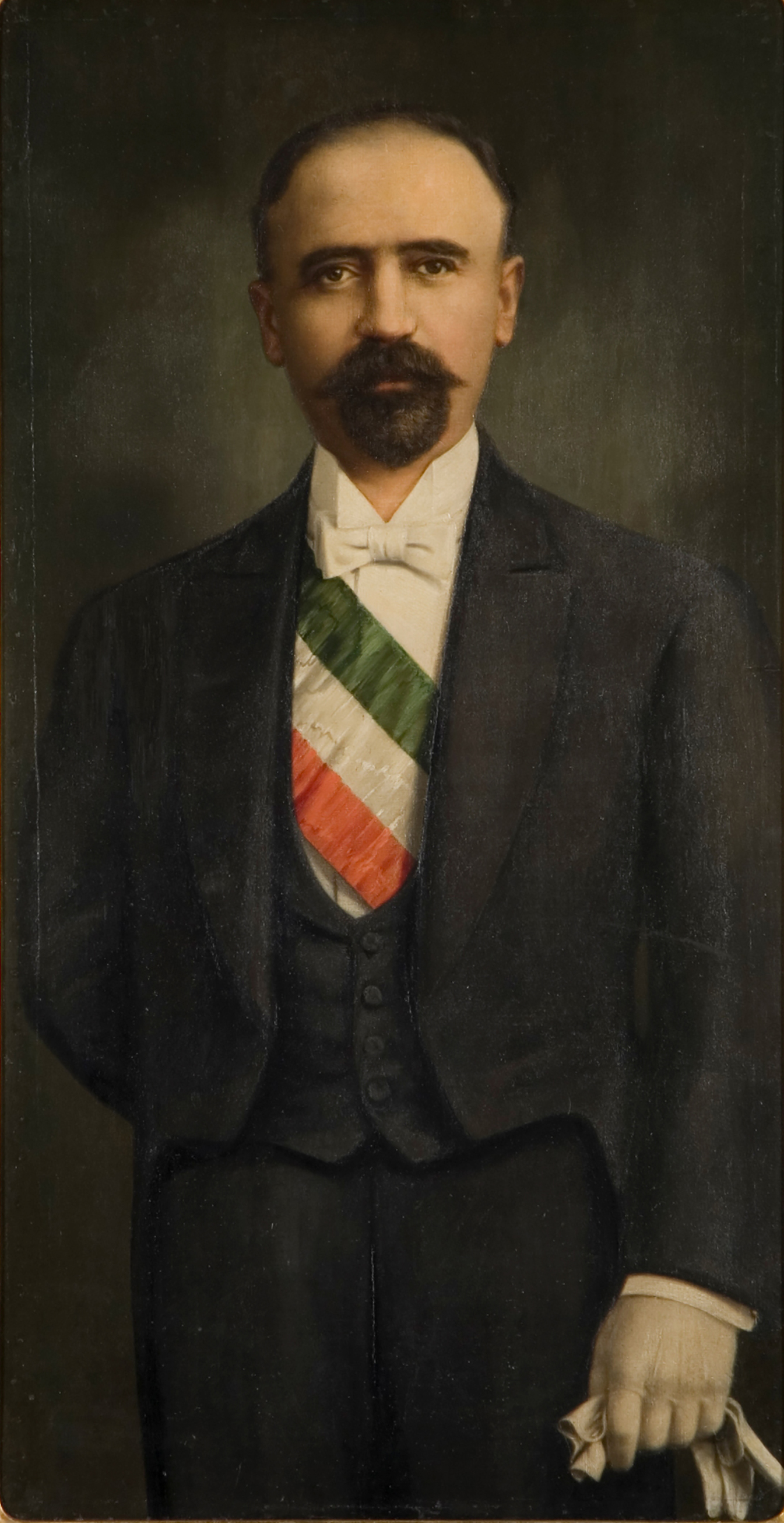
Retrato de Madero no Castelo de Chapultepec

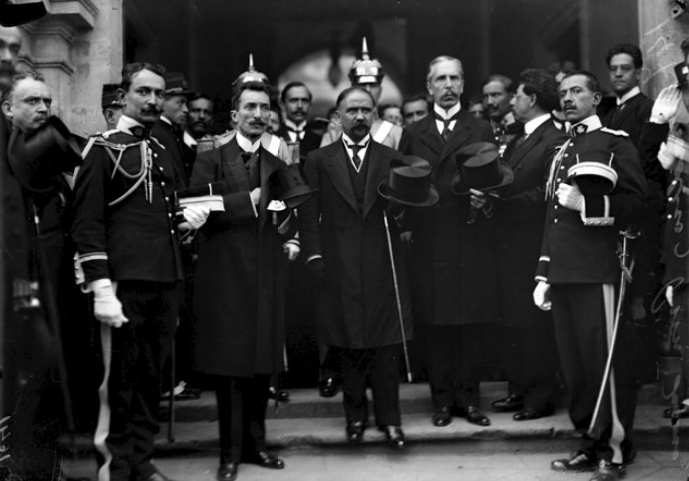
Madero e seu vice-presidente Pino Suárez (à direita, um passo abaixo) no funeral de Justo Sierra, 1912

Madero tornou-se presidente em novembro de 1911 e, com a intenção de reconciliar a nação, nomeou um gabinete que incluía muitos dos apoiadores de Porfirio Díaz. Um fato curioso é que quase imediatamente após assumir o cargo em novembro, Madero se tornou o primeiro chefe de estado do mundo a voar em um avião, o que a imprensa mexicana mais tarde zombaria. Madero não conseguiu alcançar a reconciliação que desejava, pois os porfirianos conservadores se organizaram durante a presidência interina e agora montaram uma oposição sustentada e eficaz ao programa de reformas de Madero. Os conservadores do Senado se recusaram a aprovar as reformas que defendia. Ao mesmo tempo, vários aliados de Madero o denunciaram por ser excessivamente conciliatório com os porfirianos e por não avançar agressivamente com as reformas.
Nos primeiros anos, concentrou-se em pacificar o país, escondia seu fundo espírita do público e teve discrição em publicar sob pseudônimos; até a sua morte passou por católico tradicional a grande parte do olhar público, mas nos últimos três meses passou a manifestar suas intenções reformistas devidas à crença religiosa e incutiu propaganda espírita nas políticas públicas, junto com uma intenção anticlerical. Investiu na emancipação educacional do povo mexicano, construindo escolas rurais e industriais para operários e refeitórios públicos para estudantes, e fez com que institutos de educação transmitissem princípios morais, segundo seu objetivo de reforma da civilização. Após uma reunião com um grupo espírita, aprovou de forma encoberta a divulgação do espiritismo pela distribuição de um livro de Gustave Geley, O Ser Subconsciente, que passou a circular nas escolas oficiais, ministérios, bancos, cárceres e instituições governamentais. Ao final, seu projeto de governo foi pouco estruturado.
Após anos de censura, os jornais mexicanos aproveitaram a liberdade de imprensa recém-fundada para criticar duramente o desempenho de Madero como presidente. Gustavo A. Madero, irmão do presidente, observou que "os jornais mordem a mão que tirou-lhes a focinheira". O presidente Madero recusou a recomendação de alguns de seus conselheiros de que ele recuperasse a censura e ele dizia que sempre se pautaria na lei. A imprensa criticou particularmente a maneira como Madero lidou com as rebeliões que eclodiram contra seu governo logo depois que ele se tornou presidente. Mesmo evitando ao máximo mostrar sua fé religiosa, discursando somente a favor de princípios sociais e morais, a imprensa porfirista a difamava desde o começo de sua atuação pública. Caricaturistas da época retrataram sua influência, desenhando Madero consultando tabuleiros de ouija e realizando sessões espirituais. A Igreja Católica passou a atacar seu espiritismo, e depois a imprensa de todo espectro político questionou sua governabilidade. O próprio avô de Madero, Don Evaristo, deixou transparecer isso em carta a seu amigo, o anterior ministro das finanças José Yves Limantour, em 1911.
"Se você acrescentar a tudo isso, meu bom amigo, todas as nossas dores de cabeça causadas por essas questões políticas ferozes, nas quais figuras governamentais de alto nível desejam nos tornar revolucionários, ou pelo menos os apoiadores da revolução, apenas porque o visionário, meu neto Francisco, decidiu, como diz o catecismo do padre Ripalda, devemos resgatar nossos pecados; e tudo isso aparentemente por revelações dos espíritos de Juárez ou não sei quem..."
Apesar da oposição interna e externa, o governo Madero teve várias realizações importantes, incluindo a liberdade de imprensa. Ele libertou prisioneiros políticos e aboliu a pena de morte. Ele abandonou a prática do governo Díaz, que nomeava chefes políticos locais (jefes políticos), e em vez disso criou um sistema de autoridades municipais independentes. As eleições estaduais foram livres e justas. Ele estava preocupado com a melhoria da educação, estabelecendo novas escolas e oficinas. Um passo importante foi a criação de um departamento federal do trabalho, limitou a jornada de trabalho a 10 horas e estabeleceu regulamentos sobre o trabalho de mulheres e crianças. Os sindicatos receberam o direito de se organizar livremente. A Casa del Obrero Mundial ("Casa do Trabalhador Mundial"), uma organização com anarcossindicalista, foi fundada durante sua presidência.
Madero alienou vários de seus partidários políticos quando criou um novo partido político, o Partido Constitucionalista Progressista, que substituiu o Partido Antirreeleitoralista. Ele expulsou o esquerdista Emilio Vázquez Gómez de seu gabinete, irmão de Francisco Vázquez Gómez, a quem Madero substituíra como candidato a vice-presidente de Pino Suárez.

### Rebeliões
Madero reteve o exército federal mexicano e ordenou a desmobilização de forças revolucionárias. Para os revolucionários que se consideravam a razão pela qual Díaz renunciou, esse foi um caminho difícil de seguir. Como Madero não implementou reformas radicais imediatas que muitos dos que o apoiavam esperavam, ele perdeu o controle dessas áreas em Morelos e Chihuahua. Uma série de rebeliões internas desafiou a presidência de Madero antes do golpe de fevereiro de 1913 que o depôs.

#### Rebelião zapatista
Em Morelos, Emiliano Zapata proclamou o Plano de Ayala em 25 de novembro de 1911, que criticou a lentidão de Madero na reforma agrária. O plano de Zapata reconheceu Pascual Orozco como companheiro revolucionário, embora Orozco fosse por um momento leal a Madero, até 1912. 

#### Rebelião de Reyes
Em dezembro de 1911, Bernardo Reyes (o general popular que Porfirio Díaz havia enviado à Europa em uma missão diplomática porque Díaz se preocupava com o fato de Reyes o desafiar para a presidência) lançou uma rebelião em Nuevo León, onde já havia sido governador. A rebelião de Reyes durou apenas onze dias antes que Reyes se rendesse em Linares, Nuevo León, e foi enviado para a prisão de Santiago Tlatelolco na Cidade do México.

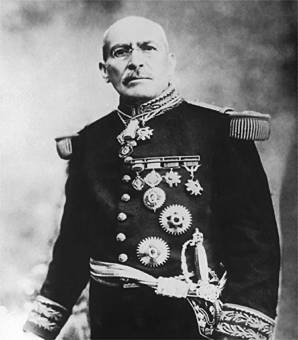
Victoriano Huerta (1850–1916), general que lutou contra o Exército de Libertação do Sul em 1911 e Pascual Orozco em 1912. Huerta brigou com Madero pela insubordinação de Pancho Villa e finalmente se voltou contra Madero durante a Decena trágica

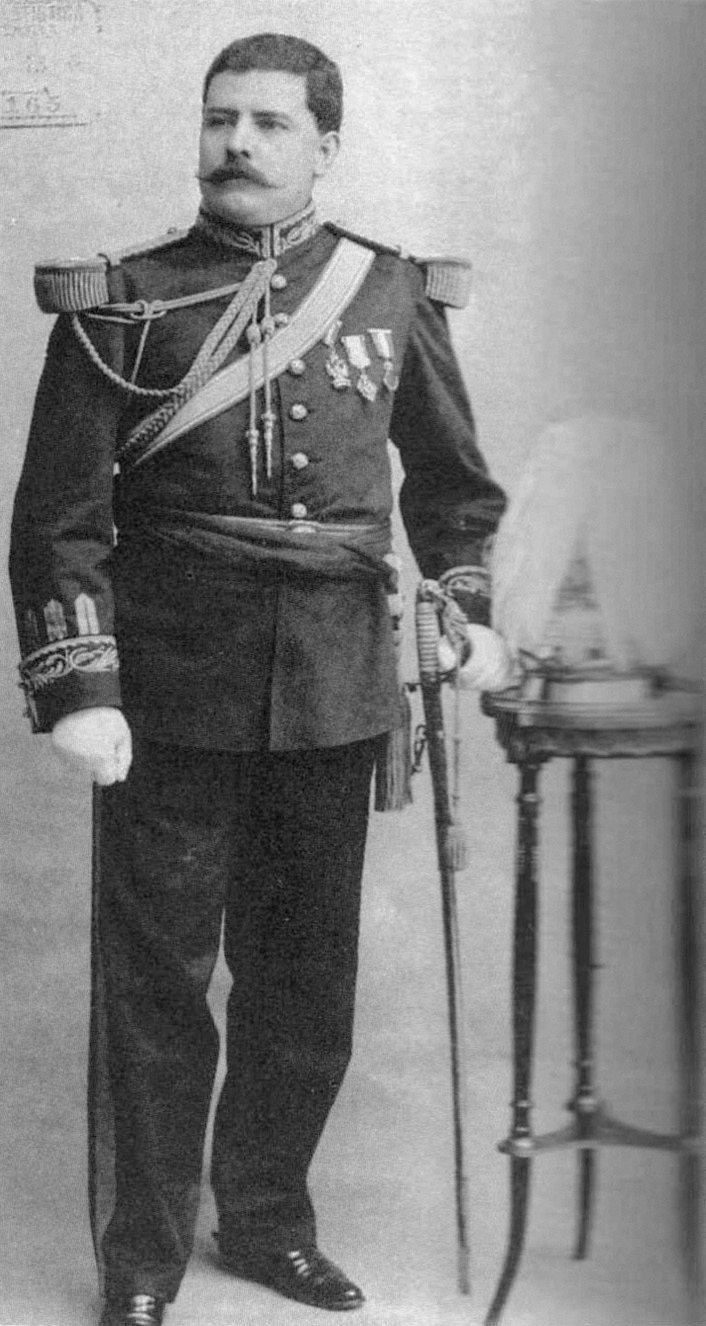
Félix Díaz (1868-1945), sobrinho de Porfirio Díaz, que lançou uma rebelião contra Madero em 1912. Mais tarde, Félix Díaz conspiraria com Victoriano Huerta durante a Decena trágica

#### Rebelião de Orozco
Em março de 1912, o ex-general de Madero, Pascual Orozco, que se ressentia pessoalmente de como o presidente Madero o tratara quando estava no cargo, lançou uma rebelião em Chihuahua com o apoio financeiro de Luis Terrazas, ex-governador de Chihuahua que era o maior proprietário de terras no México. Madero enviou tropas sob o comando do general José González Salas para conter a rebelião, mas foram inicialmente derrotadas pelas tropas de Orozco. González Salas cometeu suicídio e o general Victoriano Huerta assumiu o controle das forças federalistas. Huerta teve mais sucesso, derrotando as tropas de Orozco em três grandes batalhas e forçando Orozco a fugir para os Estados Unidos em setembro de 1912.
As relações entre Huerta e Madero ficaram tensas durante o curso desta campanha quando Pancho Villa, comandante da División del Norte, recusou ordens do general Huerta. Huerta ordenou a execução de Villa, mas Madero comutou a sentença e Villa foi enviado para a mesma prisão de Santiago Tlatelolco que Reyes, da qual ele escapou no dia de Natal de 1912. Irritado com a comutação de Madero da sentença de Villa, Huerta, depois de uma longa noite de bebedeira, pensou em chegar a um acordo com Orozco e em depor Madero como presidente. Quando o Ministro da Guerra do México soube dos comentários do general Huerta, ele retirou seu comando de Huerta, mas Madero interveio e restabeleceu Huerta ao comando.

#### Rebelião de Félix Díaz
Em outubro de 1912, Félix Díaz (sobrinho de Porfirio Díaz) lançou uma rebelião em Veracruz, "para recuperar a honra do exército pisoteada por Madero". Essa rebelião foi rapidamente esmagada e Félix Díaz foi preso. Madero estava preparado para executar Félix Díaz, mas a Suprema Corte do México declarou que Félix Díaz seria preso, mas não executado. 

## Decena Trágica e morte de Madero

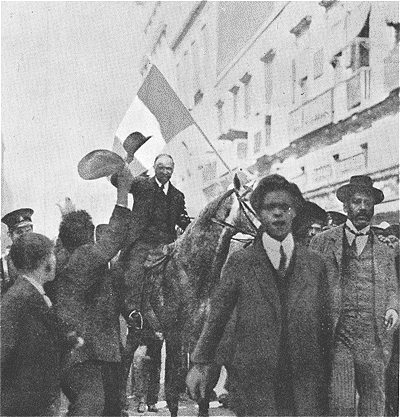
Presidente Madero andando pelas ruas perto do palácio, aclamado por seus apoiadores, em meio a troca de tiros, alguns dias antes de seu trágico fim

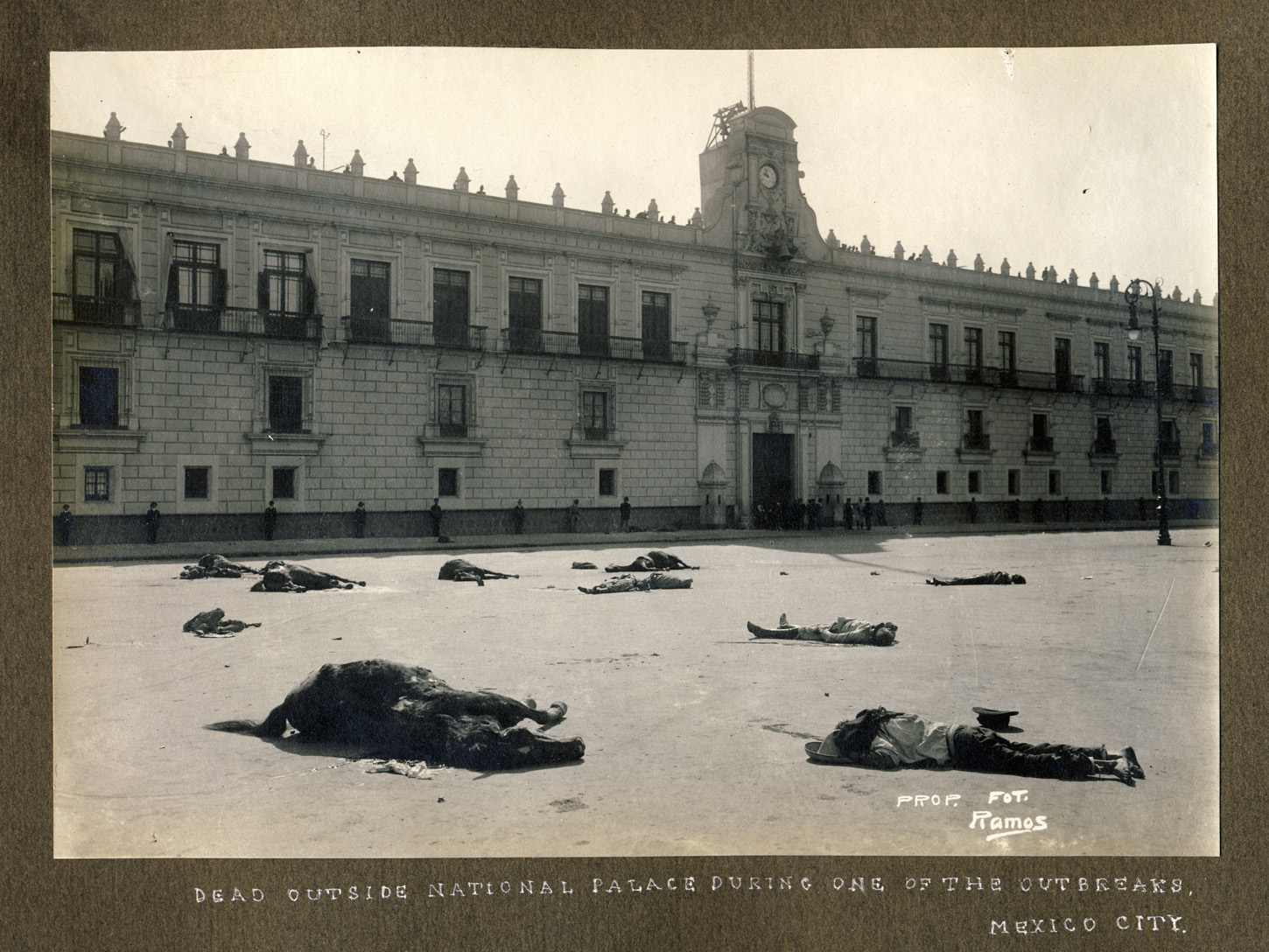
O Palácio Nacional, alvo do fogo de artilharia rebelde do arsenal próximo. Havia cadáveres no zócalo e nas ruas da capital. Fotógrafo, Manuel Ramos

No início de 1913, o general Félix Díaz (sobrinho de Porfirio Díaz) e o general Bernardo Reyes planejaram a derrubada de Madero, com o apoio do embaixador americano Henry Lane Wilson. Agora conhecida na história mexicana como os Decena Trágica, de 9 a 19 de fevereiro, os eventos na capital levaram à derrubada e assassinato de Madero e seu vice-presidente. Em 9 de fevereiro, o general Manuel Mondragón liderou tropas de quartéis em um bairro da Cidade do México até a prisão militar, libertando Bernardo Reyes, e durante o tumulto a prisão foi incendiada, matando cerca de 100 pessoas; em seguida, ele seguiu em direção a outra penitenciária e libertou Félix Díaz. O irmão de Madero, Gustavo, junto ao general Lauro Villar e ao ministro da guerra, ergueram defesa com metralhadoras no alto do Palácio Nacional e, após a não rendição, dispararam contra as tropas de Reyes. Havia atiradores rebeldes posicionados também no topo da Catedral. Em meio ao cruzamento de fogo, cerca de 400 pessoas, soldados e civis, foram mortos, e houve recuo dos rebeldes. Centenas outras pessoas ficaram feridas. Segundo relato do embaixador Márquez Sterling:
"fiéis, assustados ao ouvir missa na Catedral, fugiram aterrorizados. Nos jardins circundantes havia cadáveres de crianças, idosos e mulheres; nas portas vizinhas, pilhas horripilantes de forragem humana para canhão; e as balas passaram pelas vitrines e estátuas de bronze. Entre os corpos dispostos, um por um, havia uma jovem com rosário sobre o braço; um engraxate com a escova nas mãos; o vendedor de jornais, o entregador de lenha, todos se afogaram nas poças da hecatombe. Os cadetes rebeldes esvaziaram suas armas das torres do templo sagrado, como uma chuva de chumbo e morte."
As forças rebeldes bombardearam o Palácio Nacional e o centro da Cidade do México do arsenal militar (ciudadela). Os partidários de Madero inicialmente se mantiveram firmes, mas o comandante de Madero, general Victoriano Huerta, mudou secretamente de partido para apoiar os rebeldes. A decisão de Madero de nomear o general Victoriano Huerta como comandante de forças na Cidade do México foi uma "pela qual ele pagaria com a vida". Madero e seu vice-presidente foram presos. No golpe, Huerta contatou o embaixador Wilson e perguntou-lhe em sua primeira comunicação se Madero deveria ser exilado ou enviado a um manicômio, ao que Wilson respondeu que deveria "fazer o que for melhor para o país"; Wilson considerava que Madero tinha "um intelecto insano, de uma educação e visão imperfeita", "um intelecto desordenado", "um cérebro desorganizado", "uma forma perigosa de lunático". Sob pressão, Madero renunciou à presidência, com a expectativa de se exilar, como o presidente Díaz em maio de 1911. O irmão e conselheiro de Madero, Gustavo A. Madero, foi sequestrado na rua, torturado e morto. Após o golpe de Estado de Huerta em 18 de fevereiro de 1913, Madero foi forçado a renunciar. Após um mandato de 45 minutos, Pedro Lascuráin foi substituído por Huerta, que assumiu a presidência mais tarde naquele dia.
Após sua renúncia forçada, Madero e seu vice-presidente José María Pino Suárez foram mantidos em guarda no Palácio Nacional. Na noite de 22 de fevereiro, disseram-lhes que seriam transferidos para a penitenciária principal da cidade, onde ficariam mais seguros. Às 11h15, repórteres que esperavam do lado de fora do Palácio Nacional viram dois carros contendo Madero e Suárez emergirem do portão principal sob uma escolta pesada comandada pelo major Francisco Cárdenas, um oficial dos rurales. Os jornalistas a pé foram superados pelos veículos a motor, que se direcionaram à penitenciária. O correspondente do New York World estava se aproximando da prisão quando ouviu uma salva de tiros. Atrás do prédio, ele encontrou os dois carros com os corpos de Madero e Suárez por perto, cercados por soldados e gendarmes. O major Cárdenas disse posteriormente aos repórteres que os carros e sua escolta haviam sido alvejados por um grupo quando se aproximaram da penitenciária. Os dois prisioneiros saltaram dos veículos e correram em direção aos supostos socorristas. Eles foram mortos no fogo cruzado. Esse relato foi tratado com descrença geral, embora o embaixador americano Henry Lane Wilson, forte defensor de Huerta, tenha relatado a Washington que "estou disposto a aceitar a versão do caso do governo (Huerta) e considerá-lo um incidente fechado".
A viúva de Madero, Sara Pérez, em depoimento ao jornalista americano Robert Hammond Murray, contou-lhe sobre uma conversa que teve com o embaixador Wilson:
"O embaixador me disse: vou ser sincero com você, señora. A queda de seu marido se deve ao fato de que ele nunca quis me consultar... Você sabe, señora, que seu marido tinha ideias muito peculiares." Eu respondi: "Sr. Embaixador, meu marido não tem ideias peculiares, mas altos ideais..." 
O presidente Madero, morto aos 39 anos, foi enterrado em silêncio no cemitério francês da Cidade do México. Uma série de fotografias contemporâneas tiradas por Manuel Ramos mostra o caixão dos Maderos sendo carregado da penitenciária e colocado em um bonde fúnebre especial para transporte ao cemitério. Somente sua família próxima foi autorizada a comparecer, partindo para Cuba imediatamente depois. Mais tarde, o embaixador Wilson foi demitido de seu cargo após a posse do presidente dos EUA, Woodrow Wilson. Após a derrubada de Huerta, Francisco Cárdenas fugiu para a Guatemala, onde se suicidou em 1920, depois que o novo governo mexicano solicitou sua extradição para ser julgado pelo assassinato de Madero.

## Rescaldo do golpe

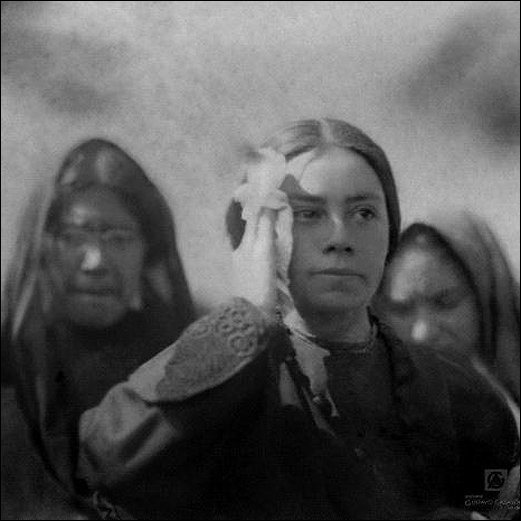
Maria Arias Bernal, que defendeu o túmulo de Madero do vandalismo durante o regime contra-revolucionário Victoriano Huerta (1913–14)

Houve choque no assassinato de Madero, mas havia muitas elites mexicanas, empresários e governos estrangeiros, que viram o golpe e o surgimento de Victoriano Huerta como o homem forte desejado para devolver a ordem ao México. Entre as elites do México, a morte de Madero foi motivo de alegria, considerando o tempo desde a renúncia de Díaz como instabilidade política e incerteza econômica. Os mexicanos comuns na capital, no entanto, ficaram consternados com o golpe, já que muitos consideravam Madero um amigo, mas seus sentimentos não se traduziam em ações concretas contra o regime Huerta. No norte do México, a derrubada e o martírio de Madero uniram forças contra a usurpação de poder de Huerta. O governador de Coahuila, Venustiano Carranza, recusou-se a apoiar o novo regime, embora a maioria dos governadores do estado o mantivesse. Ele reuniu uma coalizão de revolucionários sob a bandeira da Constituição Mexicana, para que o Exército Constitucionalista lutasse pelos princípios da democracia constitucional que Madero adotou. No sul do México, Zapata havia se rebelado contra o governo Madero por sua lenta ação na reforma agrária e continuado em rebelião contra o regime Huerta. No entanto, Zapata repudiou sua antiga alta opinião do colega revolucionário Pascual Orozco, que também se rebelou contra Madero, quando Orozco se aliou a Huerta. O movimento antirreelecionista de Madero mobilizou ações revolucionárias que levaram à renúncia de Díaz. A derrubada e o assassinato de Madero durante a Decana Trágica foram um prelúdio para outros anos de guerra civil. 

## Memória histórica e cultura popular

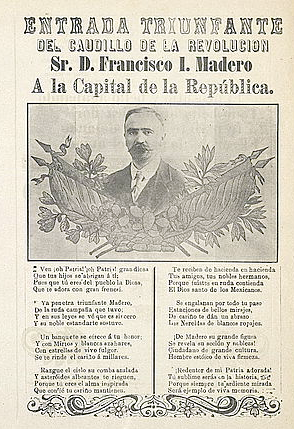
Partitura de Corrido comemorando a entrada de Francisco Madero na Cidade do México em 1911

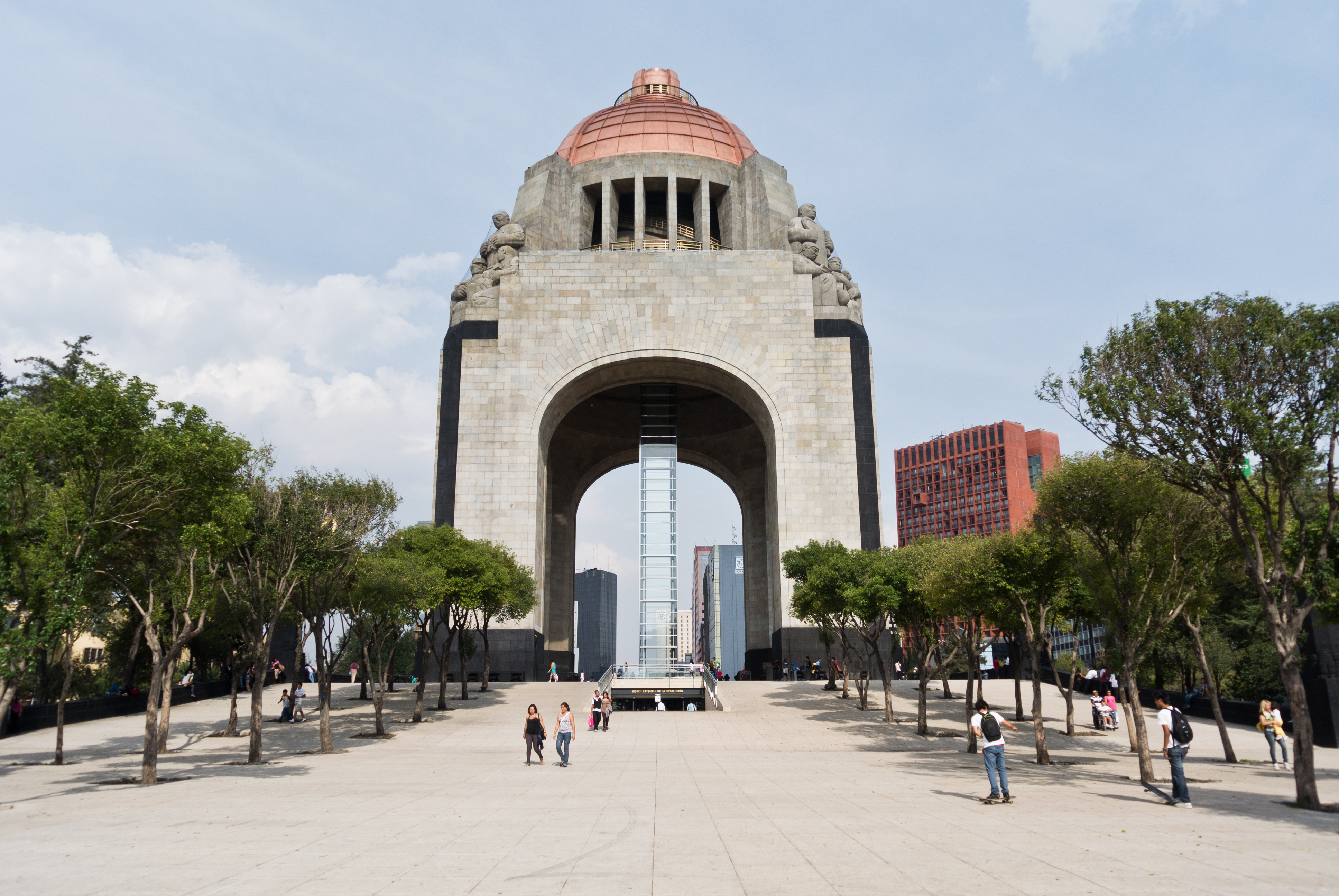
Monumento à Revolução na Cidade do México, local de descanso final de Madero e outros revolucionários

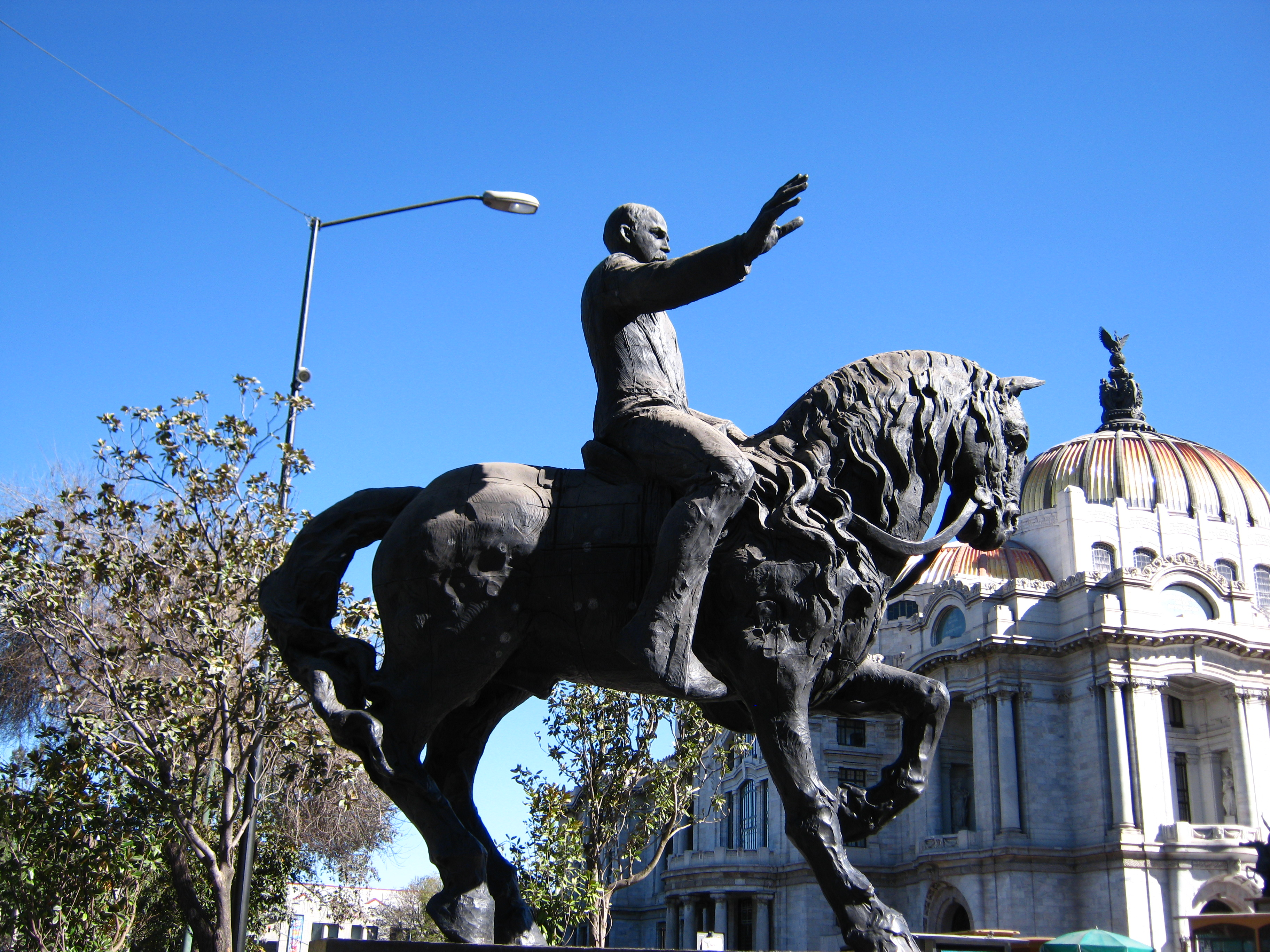
Estátua de Madero em frente ao Palácio de Bellas Artes na Cidade do México

Madero era conhecido como "O Apóstolo da Democracia", mas "Madero, o mártir, significava mais para a alma do México".
Apesar da importância de Madero como figura histórica, existem relativamente poucos memoriais ou monumentos para ele. Somente em 1938, quando o Monumento à Revolução foi concluído, Madero teve um jazigo público. Ele havia sido enterrado no cemitério francês na Cidade do México. Depois da morte dele. Sua tumba havia sido um local de peregrinação informal no aniversário de seu assassinato (22 de fevereiro) e na proclamação de seu Plano de San Luis Potosí (20 de novembro), que lançou a Revolução Mexicana. Inicialmente, o monumento à Revolução continha os restos mortais de Madero, Carranza e Villa e foi planejado como uma comemoração coletiva da Revolução, não de revolucionários individuais. Embora tenha sido concluída em 20 de novembro de 1938, não houve cerimônia inaugural.
A data do Plano de San Luis Potosí, de Madero, em 20 de novembro, foi um feriado oficial fixo no México, Dia da Revolução, mas uma mudança na lei de 2005 torna a terceira segunda-feira de novembro o dia da comemoração. Durante a Presidência de Venustiano Carranza, ele ignorou o dia 20 de novembro e comemorou 26 de março, aniversário do seu Plano de Guadalupe.

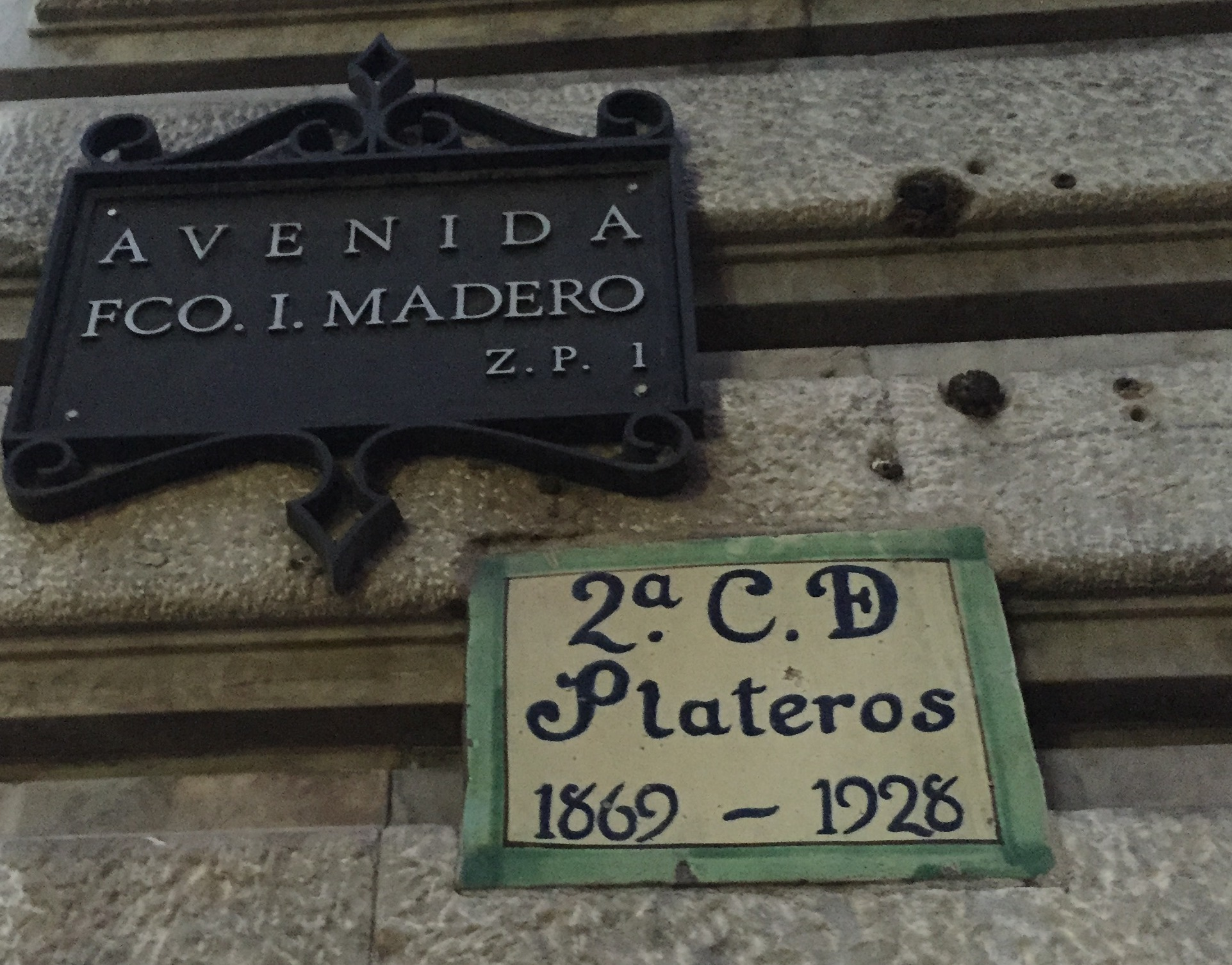
Placa de rua moderna e placa com o antigo nome da seção, Calle de Plateros

O metrô da Cidade do México tem uma parada nomeada para o vice-presidente de Madero, Metro Pino Suárez, mas não uma para Madero. O general Alvaro Obregón lançou uma pedra de fundação do 10º aniversário da morte de Madero em uma estátua planejada de Madero no zócalo, mas a estátua nunca foi construída. Uma estátua foi erguida em 1956 em um cruzamento no centro da Cidade do México e foi transferida para a residência presidencial, Los Pinos, que não é facilmente visualizada pelo público. Uma exceção é a Avenida Madero na Cidade do México. Uma honra contemporânea do general Pancho Villa permanece na Cidade do México. Na manhã de 8 de dezembro de 1914, ele declarou que a rua que levava do Zócalo, na Cidade do México, em direção ao Paseo de la Reforma, receberia o nome de Madero. Ainda oficialmente chamada Avenida Francisco I. Madero, mas comumente conhecida simplesmente como rua Madero, é uma das ruas mais populares e historicamente significativas da cidade. Foi pedestrianizada em 2009. 
O artista mexicano José Guadalupe Posada criou uma gravura para uma balada em broadside, produzida por ocasião da eleição de Madero em 1910, intitulada "Calavera de Madero", retratando Madero como uma calavera.
Madero aparece representado nos filmes Viva Villa! (1934), Villa Rides (1968) e Viva Zapata! (1952). A influência do espiritismo sobre Madero foi retratada em roteiro por Guerra de Luna no documentário 1910: La Revolución Espirita (2006), dirigido por Alejandro Fernández Solsona. Ele e sua esposa, Sara Pérez Romero foram vividos pelos atores Luis Bayardo e Diana Bracho, respectivamente na telenovela El vuelo del águila, produzida em 1994 por Ernesto Alonso, para a Televisa.  